# Chios (ville)
Chios (grec moderne : Χίος) est la capitale et principale ville de l'île de Chios (Égée-Septentrionale, Grèce). Elle se trouve sur la côte est de l'île, face à la ville turque de Çeşme. La ville a une population de 26 850 habitants au recensement de 2011.

## Histoire

### Antiquité
L'île de Chios est habitée par les Grecs depuis le milieu du XIe siècle av. J.-C., époque où elle est peuplée par des colons ioniens venant principalement d'Athènes. Ils en font l'équivalent des cités grecques continentales. Les premiers temps de son histoire sont encore très mal connus. Selon certains auteurs, elle serait le lieu de naissance d'Homère, poète grec semi-légendaire du VIIIe siècle av. J.-C. C'est d'ailleurs à Chios qu'était installée la confrérie des Homérides, un groupe de rhapsodes prétendant descendre spirituellement de ce poète.
Comme toutes les cités grecques, Chios est à l'origine gouvernée par un roi. Au fil du temps, la monarchie perdit de sa puissance et finit par céder sa place à un régime oligarchique, le roi ayant été renversé par les guerriers aristocrates l'entourant.
La cité appartenait à la Confédération ionienne. Son statut insulaire la protège de la conquête perse des cités grecques ioniennes en -546. Chios participe néanmoins à la révolte ionienne en 499 av. J.-C.: elle envoie 100 trières à Milet. Elle est soumise à l'Empire perse après la bataille de Ladé, en 494 av. J.-C.. Après les guerres médiques, elle rejoint la Ligue de Délos, dominée par Athènes.
En 424 av. J.-C., durant la guerre du Péloponnèse, Athènes, force les Chiotes à abattre leurs murs, suspectant la cité de vouloir faire défection, ce qu'elle fit -412. Athènes y envoie un contingent et assiège la cité. Malgré une révolte des esclaves, Chios ne tombe pas. Athènes, menacée par ailleurs en mer Égée et en Asie mineure, lève alors le siège.
L'île est prise en -201 par Philippe V. Elle devient par la suite une vassale de l'Égypte, alors gouvernée par les Lagides, une dynastie de pharaons d'origine grecque, puis du Royaume séleucide, et de Pergame. Elle est finalement prise par les Romains.

### Moyen Âge
Au Xe siècle, les Byzantins construisent une citadelle pour défendre la ville.

### Époque contemporaine
En avril 1822, pendant la Guerre d'indépendance grecque contre l'occupant ottoman, l'île est le théâtre d'un terrible massacre perpétré par les forces turques contre la population civile grecque. Bien que la Grèce obtienne son indépendance en 1832, l'île (et par conséquent la ville) n'y sont rattachées qu'en 1912.

## Administration
Depuis la réforme territoriale de 2011, la ville constitue l'un des huit districts municipaux du dème (municipalité) Chios, qui comprend toute l'île.
Le district régional de Chios comprend, outre l'île de Chios, les îles d'Inousses et Psará.

## Ville
La ville est souvent appelée « Chóra » (Χώρα signifiant littéralement « la ville ») ou « Kástro » (Κάστρο) pour la distinguer de l'île dont elle partage le nom.
La ville actuelle s'est étendue depuis la citadelle (en) (« Kástro ») et le port durant les 200 dernières années. Après le tremblement de terre de 1881, la ville a été reconstruite dans un style néoclassique, bien que ses quais et sa périphérie soient plus modernes.
L'aéroport national de l'île de Chios se trouve quelques kilomètres au sud du centre-ville.

## Monuments
- Musée archéologique de Chios (en)
- Citadelle de Chios (en)

## Galerie

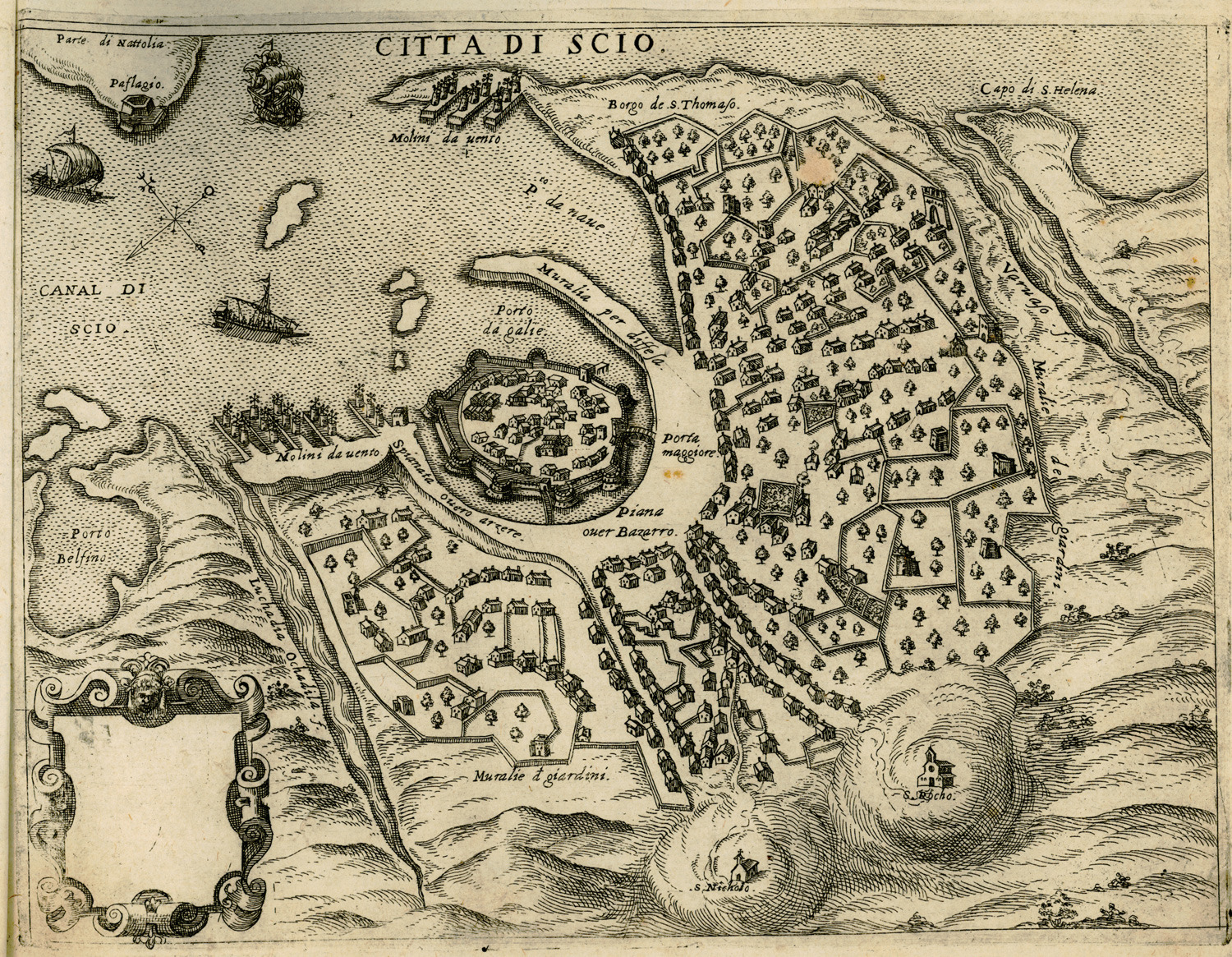
Chios au XVIe siècle
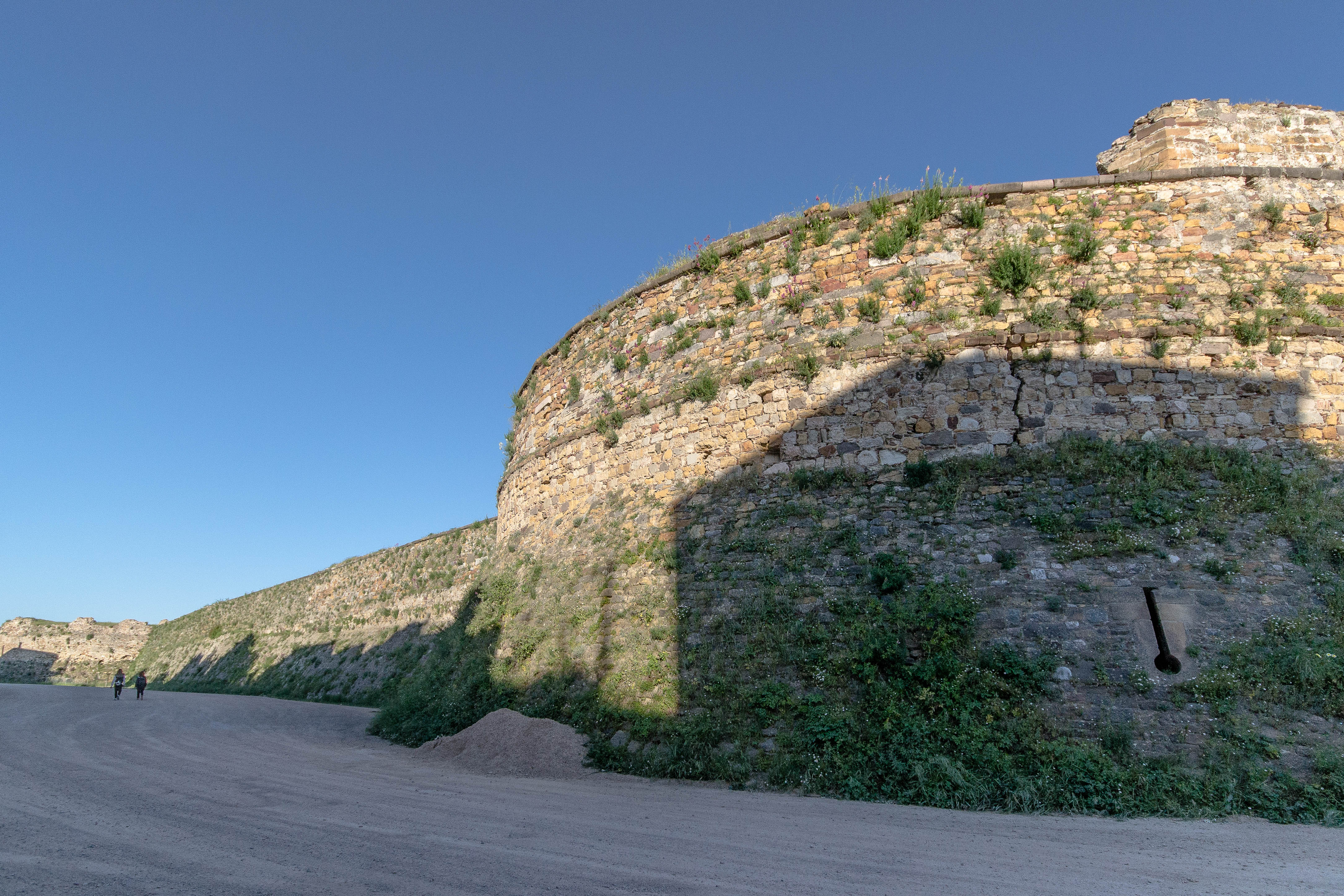
Citadelle de Chios
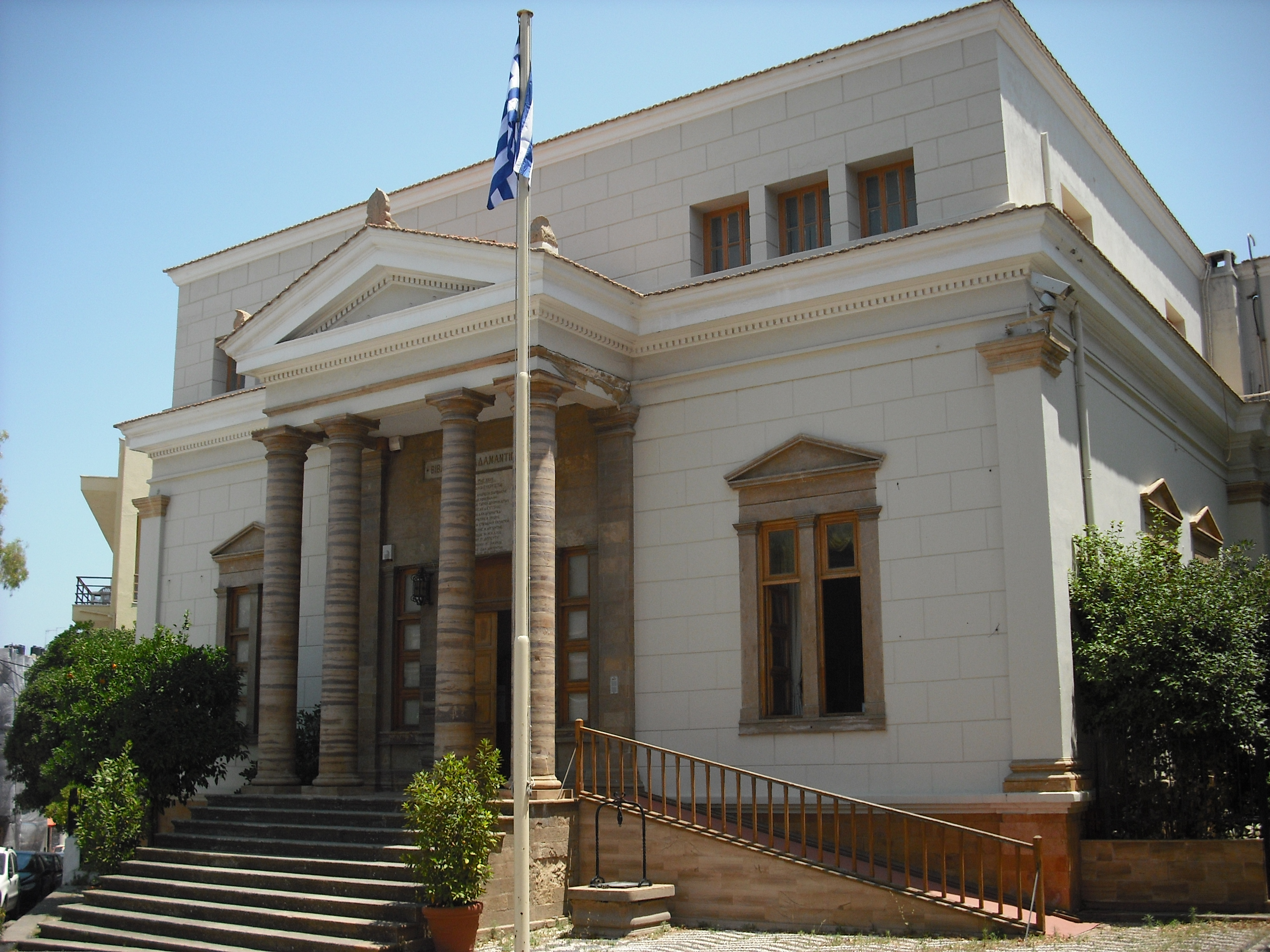
Bibliothèque publique Adamantios Koraïs
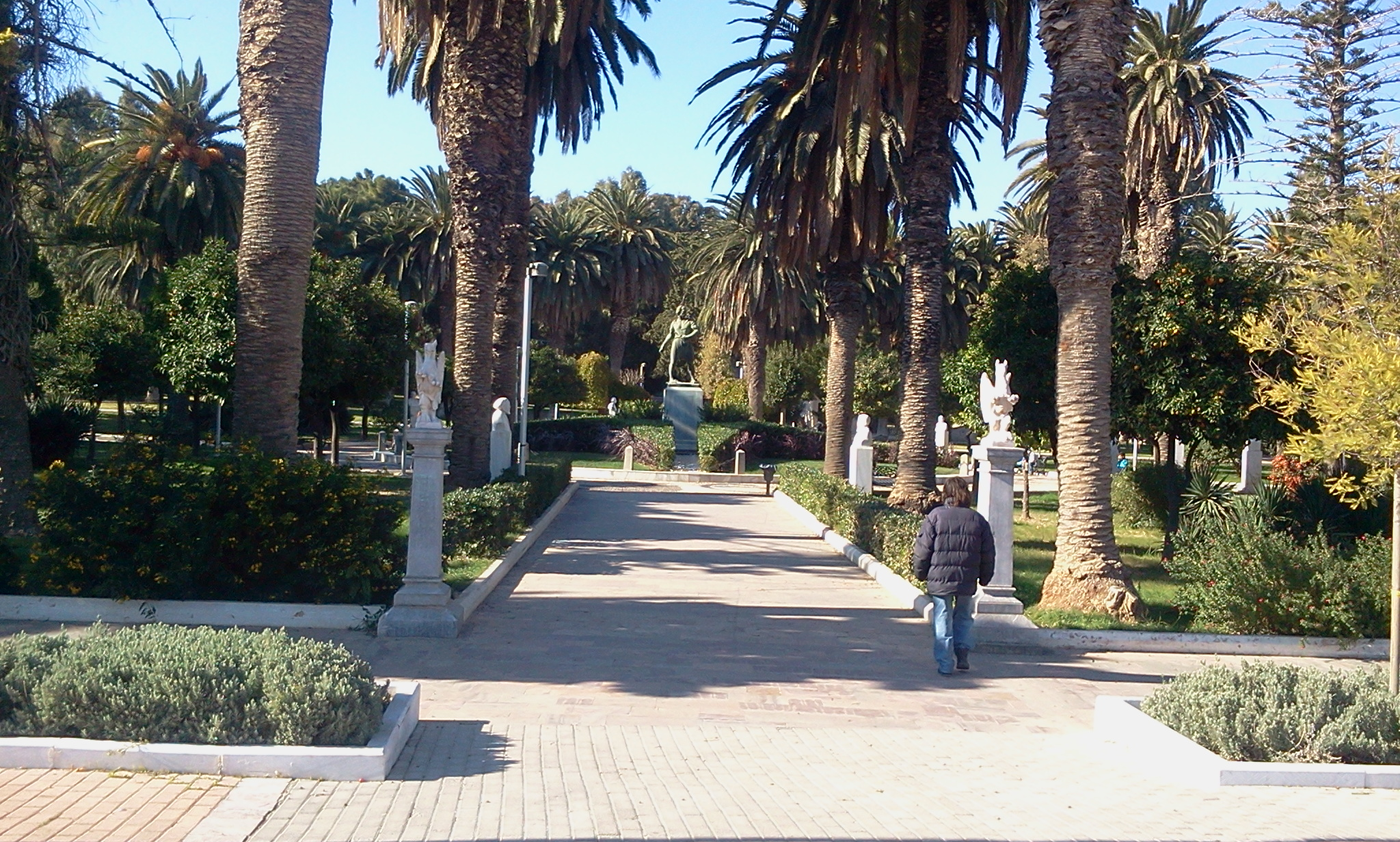
Parc municipal, avec une statue de Konstantínos Kanáris
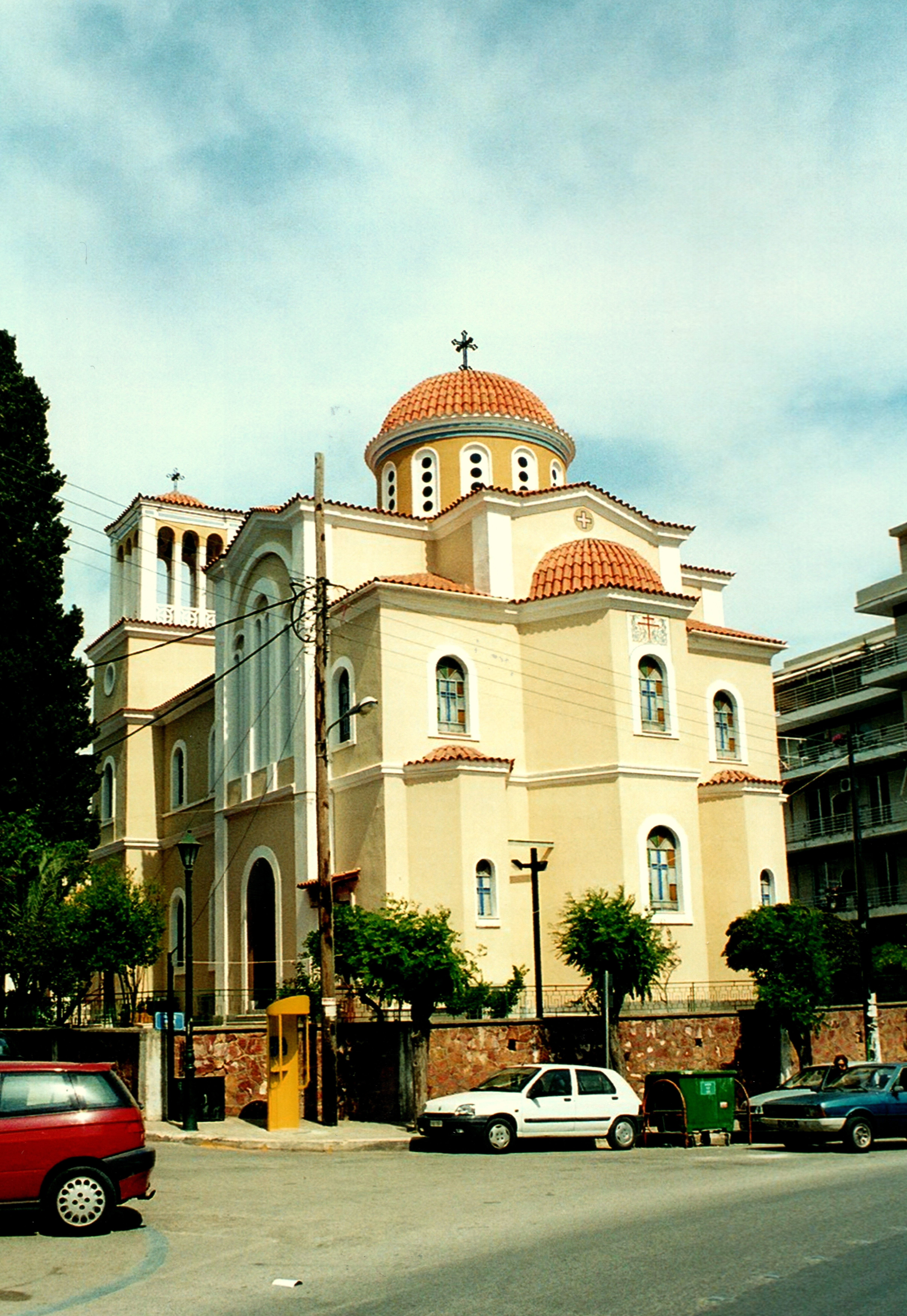
Cathédrale métropolitaine de la ville
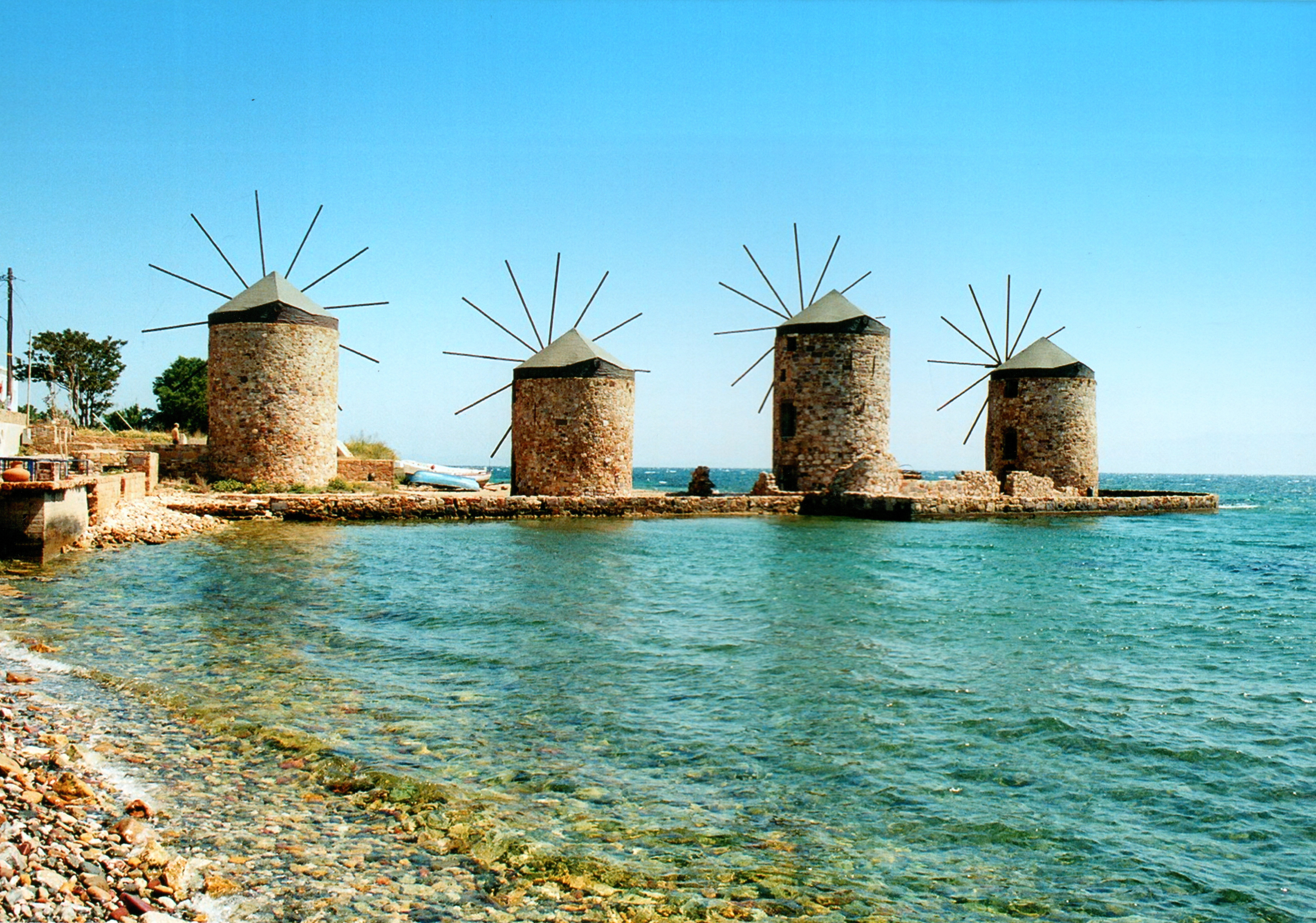
Moulins à vent au port